# 范蔓
范诗蔓（？—？）（罗马化：Fan-Shih-Man)扶南國王，活躍時間大約於東漢年間。有兩子分別為金生及范長，另有外甥范旃。
范诗蔓早期為扶南王混盤況及其子混盤盤之大將，混盤況九十多歲死後立混盤盤為王，但每有國家大事均委託范诗蔓辦理。到混盤盤登基三年死後，扶南國國人推舉范诗蔓爲王。
范诗蔓強壯英勇有胆量，恢復以兵威征伐攻佔鄰國，以至各鄰國都臣服於扶南國，范诗蔓亦因此自稱扶南大王。甚至建造大船克服大海，降服屈都昆、九稚、典孫等十餘國，開拓國土五六千里。
及後范诗蔓征伐金鄰時染患，派遣其子范金生代為出征。亦因此事當時為二千人將領、范诗蔓之外甥范旃謀朝篡位，奪去范诗蔓的王權，另派人詐騙范金生並將其殺害。
范诗蔓另有一兒子范長在范诗蔓死時流落民間，直至范長二十歲結集扶南壯士將范旃殺死。但最後范長亦被范旃之大將范尋殺死，並自立為王。